# Diagram Frosta

Diagram Frosta dla manganu w pH = 0 (czerwona linia) i pH = 14 (niebieska linia)

Diagram Frosta dla chloru w pH = 0 (czerwona linia) i pH = 14 (niebieska linia)

Diagram Frosta, diagram Frosta-Ebswortha – wykres stosowany w elektrochemii, na podstawie którego można ocenić trwałość termodynamiczną danego pierwiastka na różnych stopniach utlenienia. Jest to zmodyfikowana, dwuwymiarowa wersja diagramu Latimera.

## Budowa diagramu
Diagram Forsta przedstawia zależność ilorazu entalpii swobodnej i stałej Faradaya w funkcji stopnia utlenienia pierwiastka. Podobnie jak w przypadku diagramów Latimera, ważnym czynnikiem jest pH, w jakim bada się dany pierwiastek. Do skonstruowania diagramu Frosta potrzebna jest znajomość potencjałów standardowych. Na przykład w przypadku manganu zachodzą następujące reakcja redoks (sumaryczne):
MnO−
4 + ½H
2 ⇄ MnO2−
4 + H+

MnO2−
4 + H
2 + 2H+
 ⇄ MnO
2 + H
2O
MnO
2 + ½H
2 + 3H+
 ⇄ Mn3+
 + 2H
2O
Mn3+
 + ½H
2 ⇄ Mn2+
 + H+

Mn2+
 + H
2 ⇄ Mn + 2H+

Znając wartość potencjałów standardowych, można wyliczyć siłę elektromotoryczną z różnicy pomiędzy potencjałami układów manganowych a potencjałem elektrody odniesienia. Z tak otrzymanych wyników można obliczyć zmianę entalpii swobodnej, korzystając ze wzoru:
{\displaystyle \Delta G^{0}=-nFE,}
gdzie:
{\displaystyle n} – liczba elektronów,
{\displaystyle F} – stała Faradaya,
{\displaystyle E} – potencjał standardowy.
Z tak otrzymanych danych można sporządzić skalę do diagramu Frosta, odkładając na osi Y wartości entalpii swobodnej wyrażonej w kJ/mol.
Jednak znacznie wygodniejszą i bardziej przydatną skalą jest skala zawierająca iloczyn potencjałów redoks i stopnia utlenienia. Korzystając z diagramu Latimera, można obliczyć potencjał redoks, który jest potencjałem jonu względem potencjału wolnego atomu. Wyznacza się go jako średnią ważoną. Następnie wartość otrzymanego potencjału mnoży się przez stopień utlenienia i stąd otrzymuje się wartość N×E, wyrażoną w woltach.

## Interpretacja
Diagramy Frosta mogą służyć ocenie trwałości termodynamicznej form danego pierwiastka (w nawiasach podano przykłady z diagramu dla manganu w pH = 0):
- Forma danego pierwiastka, która leży najniżej na wykresie jest najbardziej trwałą (Mn2+
), natomiast forma położona najwyżej jest uznawana za najmniej trwałą i uchodzi za najlepszy utleniacz (MnO−
4).
- Jeśli entalpia swobodna dla danego układu ma wartość ujemną, wówczas przemiana taka zachodzi samorzutnie (Mn → Mn2+
 w pH = 0).
- Jeśli dana forma leży powyżej linii łączącej dwie sąsiednie formy, należy spodziewać się reakcji dysproporcjonowania (MnO2−
4). Natomiast w odwrotnej sytuacji, jeśli dana forma leży poniżej linii łączącej dwie sąsiadujące formy, może zachodzić reakcja komproporcjonowania (MnO
2).